# Летние Сурдлимпийские игры 1981
XIV Всемирные игры глухих прошли в городе Кёльн (ФРГ). Игры проводились с 23 июля по 1 августа 1981 года, участие в них приняли 1198 спортсменов из 32 стран.

## Виды спорта
Программа XIV Всемирных игр глухих включала 13 спортивных дисциплин (8 из которых индивидуальные, 5 — командные).

### Индивидуальные
- Лёгкая атлетика
- Велоспорт
- Вольная борьба
- Греко-римская борьба
- Плавание
- Теннис
- Настольный теннис
- Пулевая стрельба

### Командные
- Баскетбол
- Футбол
- Гандбол
- Волейбол
- Водное поло

## Страны-участницы
В XIV Всемирных играх глухих приняли участие спортсмены из 32 государств:
- Австралия
- Австрия
- Бангладеш
- Бельгия
- Болгария
- Великобритания
- Венгрия
- Венесуэла
- ГДР
- Греция
- Дания
- Израиль
- Индия
- Иран
- Ирландия
- Испания
- Италия
- Канада
- Мексика
- Нидерланды
- Новая Зеландия
- Норвегия
- Польша
- СССР
- США
- Швейцария
- Швеция
- Финляндия
- Франция
- ФРГ
- Югославия
- Япония